# مارغريت هاريسون (فنانة تشكيلية)
مارغريت هاريسون (بالإنجليزية: Margaret Harrison)‏ هي فنانة تشكيلية بريطانية، ولدت في 1940 في ويكفيلد في المملكة المتحدة.